# Вулиця Святої Анни (Краків)
Ву́лиця Свято́ї А́нни (пол. Ulica św. Anny) — одна з старовинних вулиць Старого Міста у Кракові. Найдавніша назва — Жидівська (пол. Żydowska) — походить від того, що саме ця вулиця вела від Ринку до єврейського кварталу. Вулицю з півночі на південь перетинає вулиця Ягеллонська.
До початку 15 століття на вулиці були синагога, цвинтар і єврейська лазня, допоки євреїв не було виселено у район сучасної площі Щепанської. Нинішня назва вулиці — від церкви Святої Анни, яка розташована тут. Це була університетська вулиця. На ній були розташовані гуртожитки, коледжі та бібліотека. Донині збереглося багато історичних будівель.